# Parafia Świętych Apostołów Filipa i Jakuba w Żorach
Parafia Świętych Apostołów Filipa i Jakuba w Żorach – parafia rzymskokatolicka w Żorach
w dekanacie Żory w archidiecezji katowickiej.
Dedykowana świętym apostołom: Filipowi i Jakubowi.

## Początki parafii

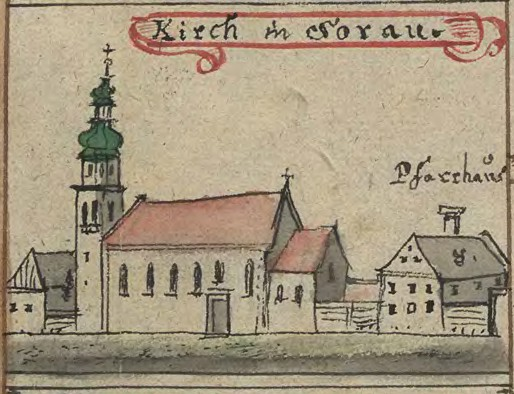
Widok kościoła parafialnego w I poł. XVIII w. – rysunek Wernhera

W 1272 roku Żory otrzymały prawa miejskie, w 1303 r. w dokumentach wspomina się wójta żorskiego. Wieś Żory zanim otrzymała prawa miejskie posiadała już parafię. Wynika to z tego samego dokumentu, który zaświadcza o istnienie parafii rybnickiej. Z treści tego dokumentu wynika, że powstanie parafii żorskiej nastąpiło równocześnie z ustanowieniem parafii rybnickiej, czyli ok. 1180 r.
Przodująca pozycja żorskiej parafii, jako jednej z najstarszych na Śląsku została usankcjonowana już w pierwszej połowie XIV wieku siedzibą dekanatu, któremu terytorialnie podlegała niemal cała ówczesna ziemia rybnicka o obszarze 775 km. z 25 parafialnymi kościołami również rybnickim i wodzisławskim.
Została wymieniona w spisie świętopietrza sporządzonym przez archidiakona opolskiego Mikołaja Wolffa w 1447 pośród innych parafii archiprezbiteratu (dekanatu) w Żorach pod nazwą Zarn.
Kościołem parafialnym był kościółek Najświętszej Maryi Panny, który po pożarze w 1807 nie został już nigdy odbudowany. W okresie reformacji, od II połowy XVI wieku aż do 1628, kościół znajdował się w rękach ewangelików.

## Drugi kościół parafialny

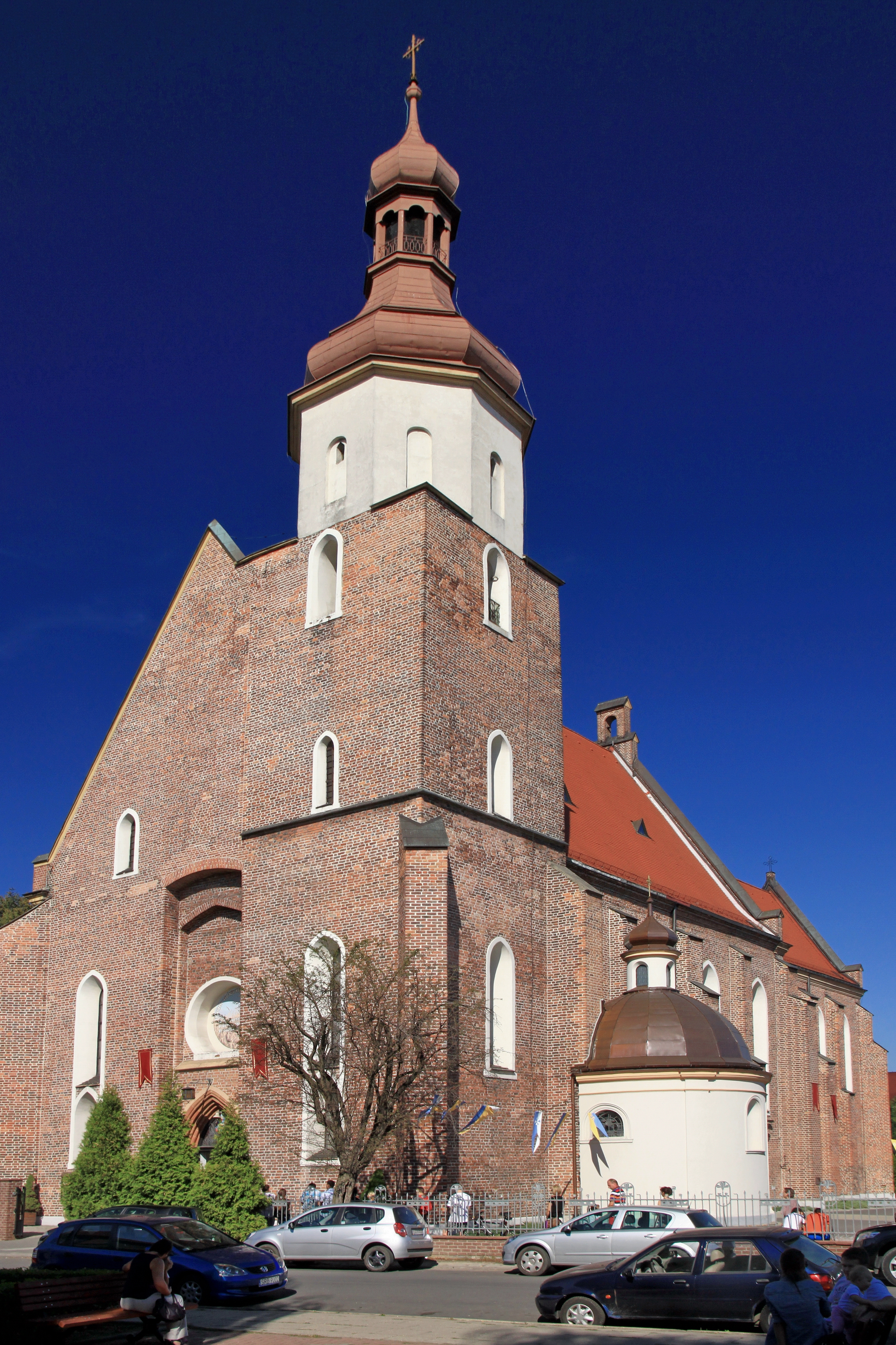
Kościół parafialny

Po spaleniu drewnianego kościoła NMP, prawa parafialne połączono z kościołem świętych Filipa i Jakuba, który pochodzi z okresu założenia miasta. Kościół ten był niszczony przez liczne pożary w 1583, 1661 i 1702, ale największych zniszczeń kościoła dokonały działania wojenne w 1945.
5 maja 1946 r. biskup Stanisław Adamski wizytował zniszczony kościół w Żorach. Odbudowa kościoła nastąpiła w latach 1946-1948. Kościół odbudowany po zniszczeniach wojny został poświęcony 4 czerwca 1950 r. Stan kościoła w ciągu dziejów ulegał różnym zmianom architektonicznym, ale zawsze odbudowa nawiązywała do poprzednich wersji.
Obecnie kościół, po licznych przebudowach to trzynawowa budowla o długości 26,05 m, szerokości 13,80 m, wysokości 12,40 m, posiada po stronie północnej 5 okien, południowej 4, na zachodniej, pomijając wieżę, jedno okno. Wewnątrz kaplicy znajdują się epitafia pochowanych w podziemiach kaplicy burmistrza Wacława Linka i jego żony Justyny. W inwentarzu kościoła znajdują się cenne zabytki ruchome: monstrancje, kielichy, obrazy, rzeźby – stanowiące cenną pozostałość po dawnym wyposażeniu kościoła. W prezbiterium kościoła umieszczono pochodzący z 1690 roku obraz Matki Bożej Miłosierdzia (Żorskiej), który po wojnie został przeniesiony z kaplicy Linków do ołtarza głównego. W XVII wieku obok kościoła zbudowano krzyż Bożej Męki, który zachował się do dziś. W 1824 roku powstał cmentarz, przylegający od północy do kościoła, św. Filipa i św. Jakuba. Na cmentarzu znajdują się z  nagrobki w formie neogotyckiej oraz kamienny krzyż monolitowy, możliwe, że późnośredniowieczny. Krzyż ten określany  jest często jako tzw. krzyż pokutny co jednak nie ma podstaw w żadnych  dowodach ani badaniach, a jest oparte jedynie na nieuprawnionym założeniu, że wszystkie stare kamienne krzyże monolitowe, o których nic nie wiadomo,  są krzyżami pokutnymi, chociaż w  rzeczywistości powód fundacji takiego krzyża może być różnoraki, tak jak każdego innego krzyża. Niestety hipoteza ta stała się na tyle popularna, że zaczęła być odbierana jako fakt i pojawiać się w lokalnych opracowaniach, informatorach czy przewodnikach jako faktyczna informacja, bez uprzedzenia, że jest to co najwyżej luźny domysł bez żadnych bezpośrednich dowodów.
Obecny wystrój kościoła został zaprojektowany przez architekta z Krakowa – Zbigniewa Wzorka. Rzeźby wykonała artysta plastyk Janina Reichert-Toth, projekty witraży – artysta plastyk Łukasz Karwowski.

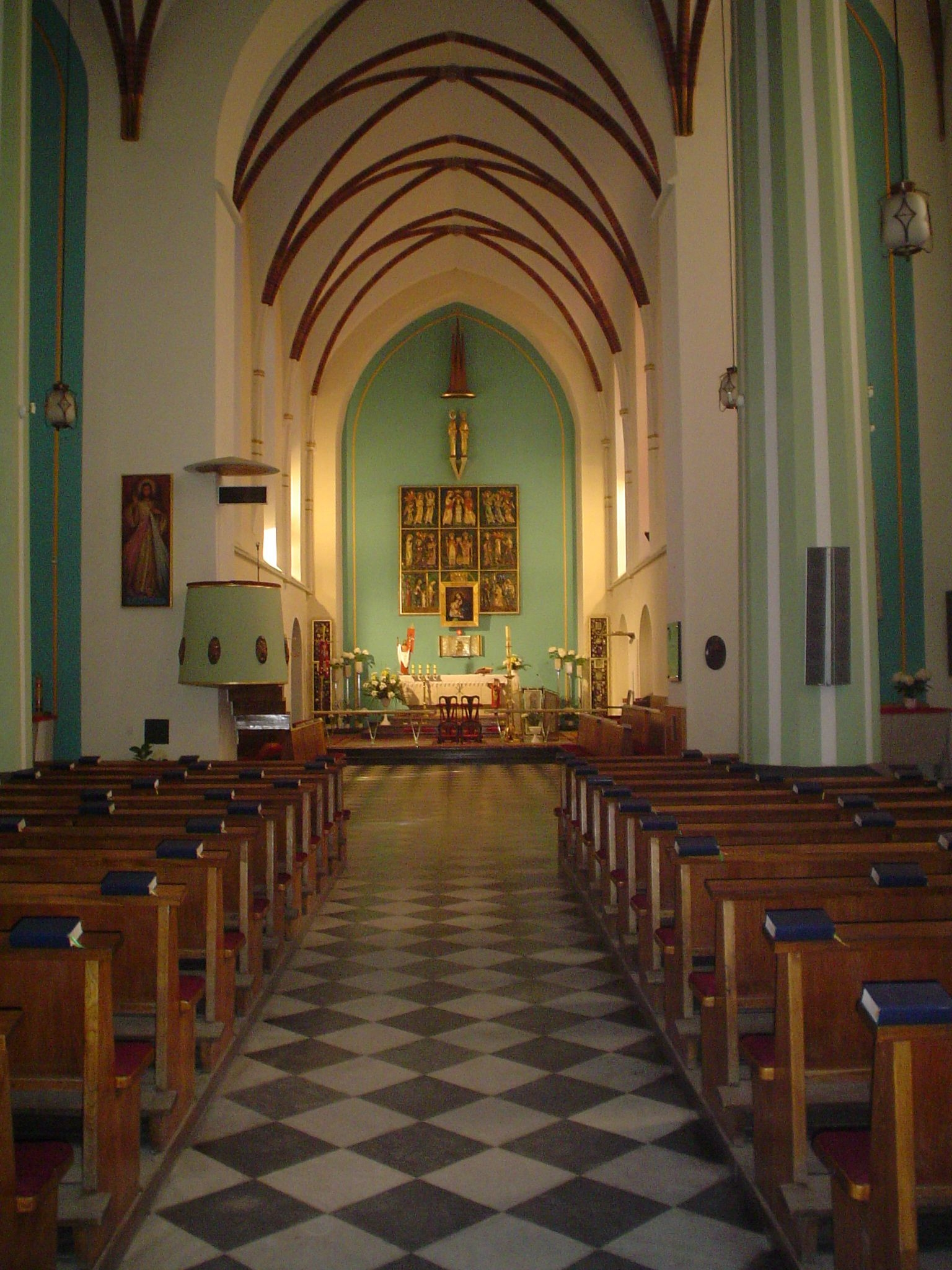
Wnętrze kościoła parafialnego

## Proboszczowie
- Petrun (Piotr), ok. 1308, 1318
- ks. Konrad (?)–1390
- ks. Mikołaj Rostkonis, proboszcz 1479–1509
- ks. Jerzy Skrzyszowski, proboszcz – zanotowany w 1518
- Laurentius – protestancki proboszcz zanotowany w 1554
- ks. Marcin Molier 1629–1652
- ks. Andrzej Franciszek Sedecjusz 1652–1653
- ks. dziekan Krzysztof Franciszek Hallatsch 1653–1668
- ks. Jakub Mansen 1668–1673
- ks. Andrzej Aleksy Giemza 1673–1678
- ks. Krzysztof Konstanty Holly 1678–1691
- ks. Andrzej Ignacy Wattolius 1691–1720
- ks. Paweł Antoni Mazurek 1720–1728
- ks. Gotfryd Leopold Schimoński 1729–1763
- ks. Marcin Zaic 1763–1800
- ks. Jerzy von Wallhofen 1801–1823
- ks. Franciszek Fesser 1823–1849
- ks. Antoni de Padua Szyszkowic 1849–1854
- ks. Franciszek Perkacz 1855–1860
- ks. Teodor Zgaślik 1860–(?)
- ks. Perkatscha (?)–1921
- ks. Antoni Wojciech 1921–1930
- ks. Maksymilian Kowalczyk, administrator 1930–1931
- ks. Piotr Klimek 1931–1940
- ks. Henryk Mazurek, substytut 1940, administrator 1940–1941
- ks. Karol Heda, administrator 1941–1945
- ks. Karol Brzoza, administrator 1945–1953
- ks. Zygfryd Wołek, administrator 1953–1956, proboszcz 1956–1957
- ks. Adam Bieżanowski, administrator 1957–1958, proboszcz 1958–1975
- ks. Ernest Miller, wikariusz ekonom 1975–1976
- ks. Gerard Gulba, wikariusz ekonom 1976
- ks. Franciszek Hornik, wikariusz ekonom 1976
- ks. Jan Szewczyk 1976–2003
- ks. Stanisław Gańczorz 2003–2021
- ks. Tomasz Nowak, administrator od 2021

## Grupy parafialne
Akcja Katolicka, Apostolat Maryjny, Apostolstwo Matki Bożej Patronki Dobrej Śmierci, Bractwo Szkaplerzne, Caritas, chór "Gloria", Dzieci Maryi, Legion Maryi, Ministranci, Modlitwy św. Ojca Pio, Novare, Pallotyńska Wspólnota Miłosierdzia Bożego, Ruch Światło-Życie, Wspólnota Życia w Maryi – Magnificat, Zespół charytatywny, Żywy Różaniec.